# بوستو آرسیتسیو
شهر  بوستو آرسیتسیو (به ایتالیایی: Busto Arsizio) با جمعیت ۸۰٬۶۳۳ نفر  در ناحیه لمباردی در کشور ایتالیا واقع شده‌است.